# 敕赐庆寿寺 (合艾)
敕赐庆寿寺，又名合艾庆寿寺（意为“坚定而永久地生活”），是一座位于泰国宋卡府合艾市贪玛努维提（Thammanoonwithi）路，大乘佛教阿难派，融合泰式建筑、中式建筑和越南建筑的寺庙。目前住持是釋善語師父。

## 历史
从前的庆寿寺只是一间小庙。1954年，据说有一位名叫Phra Chiu Sae Heng（Hong Chiu）的和尚，绰号Din Cha。他是来自中国潮州市的和尚，在雨季时前往庆寿寺住宿。他所主持的仪式有许多人参加，获得大众热烈的响应。
于是，中越两国不同信仰的人们共同合作，募捐寺庙的建设基金。次年，寺院院长文熙（绰号魏颜）向政府提出请求，要求将该寺提升为大乘佛教阿难派的寺庙。
后来，Atthakawee Sunthon先生和Long小姐捐赠在玉佛寺旁共14莱的土地。并在1995年设立华文学校，为大众提供教育。